# Хилковское сельское поселение
Хилковское се́льское поселе́ние — муниципальное образование в Торбеевском районе Мордовии Российской Федерации.
Административный центр — село Хилково.

## История
Статус и границы сельского поселения установлены Законом Республики Мордовия от 28 декабря 2004 года № 127-З  «Об установлении границ муниципальных образований Торбеевского муниципального района, Торбеевского муниципального района и наделении их статусом сельского поселения, городского поселения и муниципального района».

## Население
| 2002 | 2010  | 2012  | 2013  | 2014  | 2015 | 2016 |
| ---- | ----- | ----- | ----- | ----- | ---- | ---- |
| 1475 | ↘1144 | ↘1073 | ↘1040 | ↘1006 | ↘964 | ↘925 |
| 2017 | 2018  | 2019  | 2020  | 2021  |      |      |
| ↘888 | ↘867  | ↘829  | ↘810  | ↘746  |      |      |

## Состав сельского поселения
| № | Населённый пункт | Тип населённого пункта       | Население |
| - | ---------------- | ---------------------------- | --------- |
| 1 | Бобровка         | деревня                      | ↘46       |
| 2 | Красная Поляна   | деревня                      | ↘18       |
| 3 | Малышево         | село                         | ↘178      |
| 4 | Мокша            | посёлок                      | ↘9        |
| 5 | Московка         | село                         | ↘40       |
| 6 | Новая Пичеморга  | село                         | ↘64       |
| 7 | Носакино         | село                         | ↘484      |
| 8 | Хилково          | село, административный центр | ↘305      |

## Известные уроженцы
- Макаров, Михаил Григорьевич  (1903—1972) — советский военачальник, генерал-майор, кавалер пяти орденов Красного Знамени. Родился в селе Московка.